# Porzellan- und Steingutfabrik Ludwig Wessel
Die Porzellan- und Steingutfabrik Ludwig Wessel war eine Manufaktur und später Fabrik für Keramik, Steingut, Fayence und Porzellan in Bonn-Poppelsdorf. Sie ging auf eine 1755 gegründete Anlage zurück und bestand bis 1969. Im Laufe der Unternehmensgeschichte gab es mehrere Besitzer- und Namenswechsel.

## Geschichte
1755 wurde von Kurfürst Clemens August in der Katzenburg, einer kleinen Wasserburg südlich des Poppelsdorfer Ortszentrums nahe dem Poppelsdorfer Schloss, die Poppelsdorfer Faience Fabrique gegründet. Ziel war die Herstellung von Porzellan, wie es in Europa erst seit 1709 hergestellt wurde. Dies gelang jedoch nicht, so dass sich die Produktion vorerst auf Steingut und graue Fayencen beschränkte.
1823 wurde die Manufaktur von Ludwig Wessel übernommen und firmierte als „Porzellan- und Steingutfabrik Ludwig Wessel“. Auch die Steingutfabrik und Kunsttöpferei Franz Anton Mehlem (später Villeroy & Boch) entstand damals auf diesem Gelände, zog aber später ans Rheinufer.
Zusammen mit den anderen Keramikfabriken gehörte Wessels Unternehmen Mitte des 19. Jahrhunderts zu den wichtigsten Triebkräften der Industrialisierung und größten Arbeitgebern in Bonn und Umgebung (Poppelsdorf war damals noch eine eigenständige Gemeinde). Die erste Dampfmaschine wurde 1830 installiert. 1889 wurde eine Bahnanbindung vom Firmengelände zum Bonner Güterbahnhof errichtet und 1890 in Betrieb genommen, die Wesselbahn. Die 1880 bei Witterschlick entdeckten Blauton-Vorkommen waren ein wichtiger Rohstoff für Wessels Produktion und konnten so über die Voreifelbahn erschlossen werden.
Im weiteren Verlauf des Jahrhunderts trug das Unternehmen den Namen „AG für Porzellan- und Steingutfabrikation Ludwig Wessel“. Um die Jahrhundertwende war es auf Weltausstellungen vertreten und hatte Verkaufsniederlassungen in Übersee. 1896 wurde eine „Wessels Wandplattenfabrik AG, Bonn“ ausgegliedert und in Dransdorf angesiedelt, ab 1914 war sie nicht mehr mit der Stammgesellschaft verbunden. Sie wurde 1982 geschlossen.
Die Porzellan-Fabrik selbst litt schwer unter der Weltwirtschaftskrise in den 1920er Jahren und einem Brand am 5. Februar 1926, der das Werksgelände fast völlig zerstörte. Daraufhin übernahm der Sanitärkeramik-Hersteller Friedrich Butzke aus Berlin das Unternehmen. Im Zweiten Weltkrieg gab es keine wesentlichen Schäden, danach firmierte das Werk unter „Wessel Keramische Werke AG“. Nach starkem Absatzschwund und Mitarbeiterentlassungen in den 1960er Jahren wurde die Fabrik am 31. Dezember 1969 geschlossen. Das Werksgelände wurde vom Land Nordrhein-Westfalen erworben und nach dem erst 1977 erfolgten Abriss der Fabrikbebauung für Gebäude der Universität Bonn genutzt.

## Produkte
Über den Großteil der Unternehmensgeschichte stellte das Wessel-Werk sowohl Gebrauchsgeschirr als auch kunsthandwerkliche Erzeugnisse und Dekorationsgegenstände her, dazu kam Sanitärkeramik. Nach der Übernahme 1926 beschränkte sich die Produktion auf letzteres Feld. Die dekorativen Erzeugnisse aus dem 19. Jahrhundert werden noch heute in Galerien und Sammlerkreisen gehandelt.

## Lage
Das Werksgelände befand sich im Süden Poppelsdorfs an der heutigen Clemens-August-Straße, Carl-Troll-Straße und Katzenburgweg.